# Paralacydes eborina
Paralacydes eborina là một loài bướm đêm thuộc phân họ Arctiinae, họ Erebidae.